# سدا گاسپاریان
سدا کروبی گاسپاریان (ارمنی: Սեդա Քերոբի Գասպարյան؛ انگلیسی: Seda Gasparyan؛ زادهٔ ۳۰ ژوئن ۱۹۴۶) زبان‌شناس اهل ارمنستان است.

## زندگی‌نامه
وی در ۳۰ ژوئن ۱۹۴۶ ‏در ایروان به دنیا آمد و از دانشگاه دولتی (۱۹۶۸) و دانشگاه دولتی مسکو (۱۹۹۱) فارغ‌التحصیل گشت. وی از سال ۲۰۱۴ عضو مکاتبه‌ای  فرهنگستان ملی علوم ارمنستان می‌باشد. وی در دانشگاه دولتی ایروان (۱۹۶۹) فعالیت می‌کرد. وی همچنین برنده جوایزی همچون مدال یادبود نخست‌وزیر ارمنستان (۲۰۰۹)، مدال یادبود نقره‌ای دانشگاه دولتی ایروان (۱۹۹۹)، مدال یادبود طلایی دانشگاه دولتی ایروان (۲۰۰۶) و تقدیرنامه وزارت آموزش، علوم، فرهنگ و ورزش (ارمنستان)  (۲۰۰۸, ۲۰۰۶, ۲۰۰۴) شد.

## یادداشت
1. ↑  բանասիրական գիտությունների դոկտոր
2. ↑  Նար-Դոսի անվան թիվ 14 դպրոց
3. ↑  ԵՊՀ արծաթե հուշամեդալ
4. ↑  ԵՊՀ ոսկե հուշամեդալ
5. ↑  ՀՀ ԿԳ նախարարության պատվոգիր